# Молотков, Анатолий Павлович
Анатолий Павлович Молотков (16 апреля 1921 года, Москва —  5 сентября 2005 года, Москва) — лётчик-истребитель, заслуженный лётчик-испытатель СССР (1963), генерал-лейтенант авиации, лауреат Государственной премии (1979), доктор технических наук (1975), профессор (1977).

## Биография
- С февраля 1943 года — участник Великой Отечественной войны.
  - Воевал в составе 304 (23 гв.) иад в должности пом. командира дивизии по воздушно-стрелковой службе.
- Войну закончил на юге Германии.
- После войны был пом. командира 5 иак.
- 1948 г. — перешёл на испытательную работу в НИИ ВВС.
  - Испытал 80 типов самолетов: Ил-40, МиГ-17Ф, МиГ-19П, МиГ-21ПФ, Су-9, Су-15, Як-25, Як-25Р и др.
- 1965 — зам. начальника ЦНИИ авиационной и космической техники МО СССР.
  - 1969—1988 гг. — возглавлял этот же ЦНИИ.
- 1988 год — вышел в отставку в звании генерал-лейтенанта авиации.
- С 1992 года возглавлял Совет ветеранов Таганского района города Москвы.

## Личная жизнь
Жил в Москве.
Умер 5 сентября 2005 года. Похоронен в Москве, на Троекуровском кладбище. 

## Научная и общественная деятельность
Преподавал в Военной академии РВСН имени Петра Великого. Автор более 200 научных трудов.

## Награды
- 1963 — заслуженный лётчик-испытатель СССР,
- 1979 — лауреат Государственной премии.
- Награждён орденами:
  - Ленина (16.10.1957),
  - Красного Знамени (22.02.1955),
  - Трудового Красного Знамени (3.04.1975),
  - Трудового Красного Знамени (27.01.1981),
  - Отечественной войны 1-й степени (11.03.1985),
  - Отечественной войны 2-й степени (8.03.1945),
  - Красной Звезды (29.01.1944),
  - Красной Звезды (3.11.1953),
- медалями,
- чехословацким орденом.

Удостоен звания «Почётный профессор Академии РВСН имени Петра Великого».